# Lézigné
Lézigné foi uma comuna francesa na região administrativa da Pays de la Loire, no departamento de Maine-et-Loire. Estendia-se por uma área de 9,3 km². Em 2010 a comuna tinha 1 339 habitantes (densidade: 144 hab./km²).
Em 1 de janeiro de 2019, passou a formar parte da nova comuna de Huillé-Lézigné.